# Commedia della Restaurazione

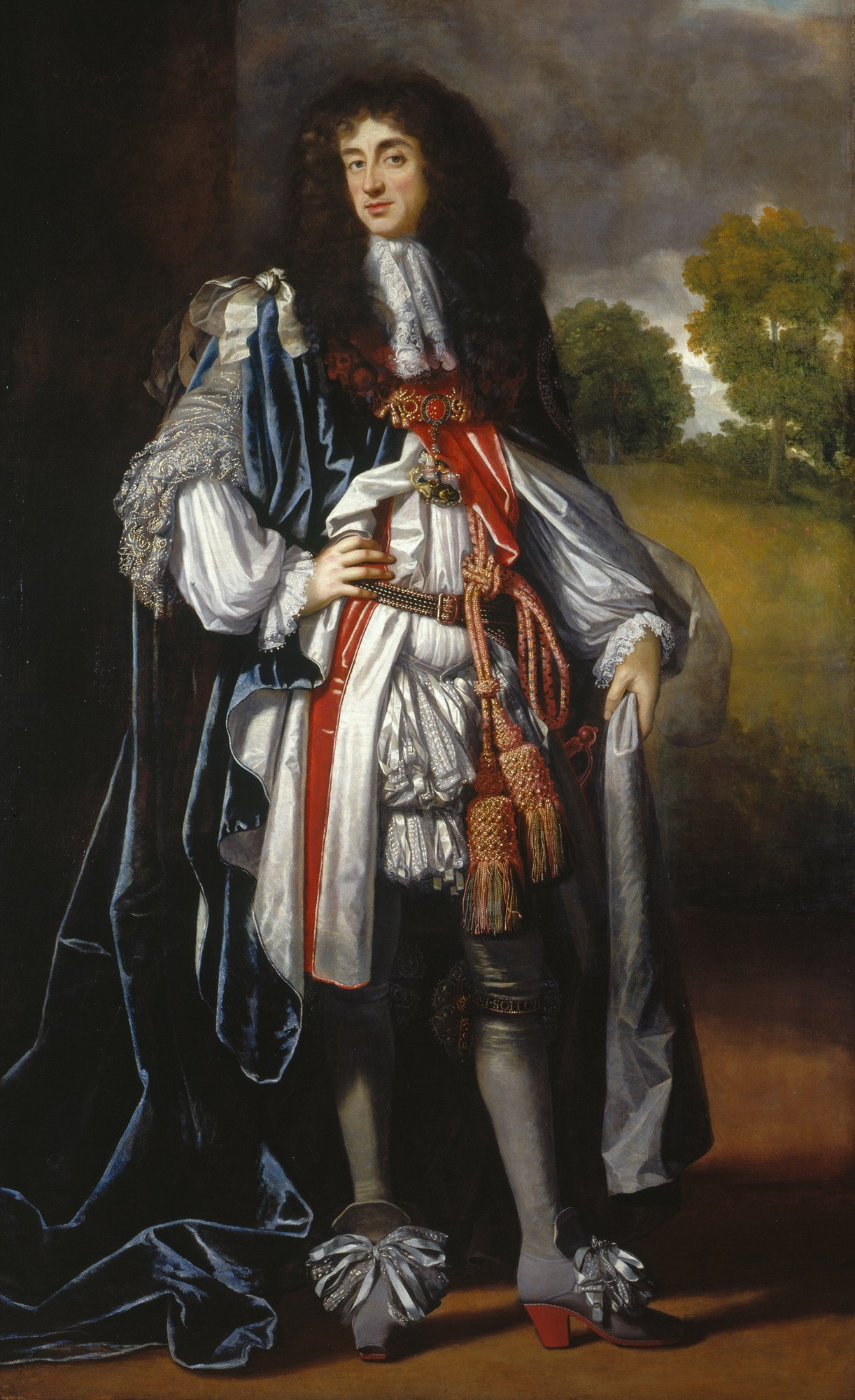
Carlo II d'Inghilterra in un dipinto di Simon Pietersz Verelst

Con commedia della Restaurazione, nota anche con il nome inglese di Restoration comedy, si intende la produzione teatrale comica prodotta in Inghilterra fra il 1660 ed il 1710, il periodo detto appunto della Restaurazione inglese.
In seguito alla chiusura dei teatri voluta dal regime puritano e durata diciotto anni, i teatri riaprirono nel 1660, dando vita a un nuovo rinascimento del teatro inglese dopo gli splendori del teatro elisabettiano e giacobita. Le commedie di maniera scritte in questo periodo di rinnovamento sono caratterizzate da una studiata amoralità e da un linguaggio e tematiche sessualmente esplicite, per rispecchiare il clima licenzioso del primo periodo del regno di Carlo II e della sua corte. L'uso di teatri al chiuso, i cambiamenti di scenografia, un'acustica ben studiata che permetteva uno stile di recitazione più naturalistico influenzarono gli autori del periodo a sfruttare pienamente i nuovi mezzi scenici, scrivendo commedie notevolmente diverse da quelle che veniva portate in scena all'inizio del secolo in teatri come il Globe o il Fortune. Rispetto al periodo precedente, inoltre, le donne assunsero un ruolo di maggior rilievo, potendo finalmente diventare le protagoniste sia sulla scena in veste di attrici (Nell Gwyn, Elizabeth Barry e Anne Bracegirdle) che fuori scena come commediografe e autrici (Aphra Behn, Susanna Centlivre). Per quanto riguarda il pubblico, esso era composto non solo da aristocratici ed il loro servitori, ma anche dalla sempre più numerosa società borghese.

## Contesto storico
Grande amante del teatro, appena restaurato al trono nel 1660 Carlo II concesse patenti reali per la messa in scena di opere teatrali a due compagnie gestite da commediografi del periodo carolino: la King's Company di Thomas Killigrew e la Duker's Company di William Davenant. Le due compagnie costruirono i rispettivi teatrali a Drury Lane e Dorset Gardens - entrambi progettati da Christopher Wren - e, rinunciato al genere johnsoniano della satira, si dedicarono quasi esclusivamente alla commedia di maniera, un genere capace di rispecchiare acriticamente lo stile di vita e il codice sociale dell'aristocrazia inglese. Il bacino del pubblico però non era abbastanza numeroso per far prosperare le due compagnie, per le quali la messa in scena della stessa opera per dieci repliche successive poteva già considerarsi un autentico trionfo. Per accattivarsi le simpatie del pubblico, i commediografi divennero particolarmente ricettivi nei confronti del gusto degli spettatori, tanto che stili e genere passavano di moda e cambiavano di settimana in settimana invece che di stagione in stagione. Questo inevitabilmente portò a una ricerca assidua e frenetica di nuove opere da portare in scena per assicurare pubblico e guadagni alla compagnia. La King's Company e la Duke's Company non si contendevano quindi solo il pubblico, ma anche gli scrittori e gli attori più amati dagli spettatori.
La quantità di nuove opere scritte ogni anno calò notevolmente nel 1682, quando la Duke's Company assorbì la King's Company per formare la più grande United Company. Il clima politico incerto e la crisi del potere portarono anche a una crisi nel mondo del teatro: non solo la quantità, ma anche la qualità delle nuove commedie diminuì, così come anche i salari degli attori. Questo portò a un'autentica crisi dietro alle quinte, soprattutto quando il nuovo impresario e avvocato Christopher Rich diminuì i privilegi e i salari dei primattori per favorire l'afflusso di finanziatori esterni. Come scrive Colley Cibber, questa decisione portò ad un autentico sciopero da parte di alcuni degli attori più amati del periodo, tra cui Thomas Betterton, Elizabeth Barry ed Anne Bracegirdle, che lasciarono i teatri insieme con il loro vasto pubblico di fedelissimi. Per raggirare Rich ed il suo monopolio del teatri e delle messe in scena, gli attori ottennero una licenza e fondarono una loro nuova compagnia, fondata e gestita dai dieci maggiori attori del periodo, con un rigido contratto che regolava i salari e limitava il potere degli impresari. La nuova compagnia fece il suo debutto nel 1695 con la commedia di William Congreve "Love For Love", ottenendo subito un enorme successo al botteghino. Come nel decennio precedente, Londra si trovò nuovamente con due compagnie teatrali in competizione che, se da una parte rivitalizzarono il mondo della commedia per accaparrarsi il pubblico, dall'altra finirono per sacrificare definitivamente la qualità a favore della popolarità, ricorrendo ad intrattenimenti da fiera come giocolieri e animali da circo.

## Storia e generi della commedia

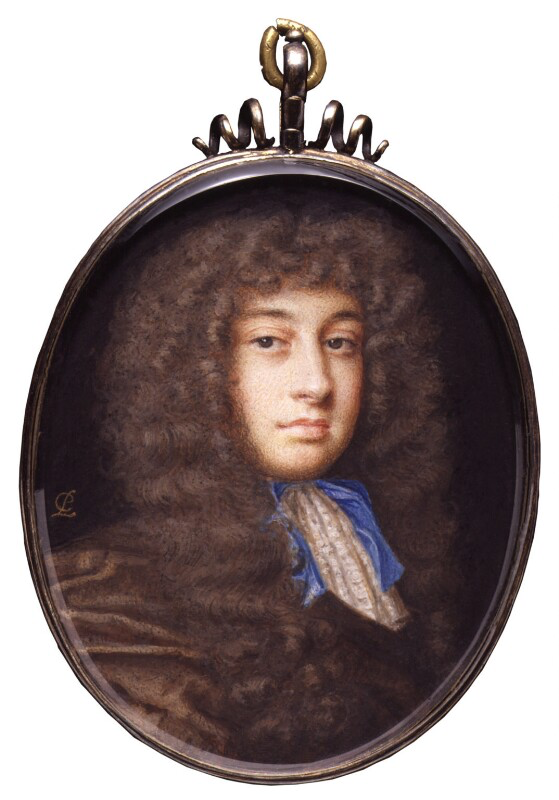
William Wycherley, autore di numerose commedie aristocratiche.

Nell'arco dei circa quarant'anni del periodo della commedia della Restaurazione, molteplici stili e generi si susseguirono rapidamente per assecondare il gusto del pubblico e la moda del momento, ma anche gli intensi cambiamenti politici e sociali. I due massimi momenti artistici del periodo furono durante gli anni 1670, con la commedia aristocratica, e durante gli anni 1690, con nuove commedie rivolte a un pubblico maggiore e socialmente diversificato.

### La commedia aristocratica, 1660-1680
La produzione degli anni 1660 e 1670 fu caratterizzata dalla rivalità delle due compagnie teatrali, ma anche dall'interesse di Carlo II e della sua corte per il teatro. La grande domanda di nuove commedie spinse gli autori a prendere temi, trame e stili dal teatro contemporaneo francese e spagnolo, ma anche dalla precedente produzione inglese di età carolina e giacobita, oltre che alle antiche commedie greche e romane. Al più raffinato modello di Molière, con la struttura drammatica semplice ma ben studiata, il pubblico preferiva commedie con numerosi sub-plot e una grande varietà stilistica era molto apprezzata all'interno della stessa opera: i sub-plot rispecchiavano questo desiderio presentando trame solo vagamente intrecciate che spaziavano dalla farsa alla tragedia eroica. Le commedie poco sentimentali ("hard comedies") di John Dryden, William Wycherley e George Etherege rispecchiavano i valori della corte ed un certo maschilismo dell'aristocrazia, con un interesse per l'intrigo e la conquista sessuale preferito alla più tradizionale ricerca romantica. Alcuni personaggi di corte diventavano autentici protagonisti delle commedie del periodo, come il libertino John Wilmot, conte di Rochester, rappresentato favorevolmente da Etherege in The Man of Mode (1676).

### La crisi, 1678-1690
La fine dell'antagonismo tra le due compagnie portò la scena teatrale londinese a stagnare e declinare rapidamente in quantità e qualità, in un periodo in cui i cambiamenti politici e sociali allontanarono il gusto del pubblico dalla commedia di maniera in favore dei drammi politici. Il complotto papista (1678) e la Crisi dell'Esclusione (1682) monopolizzarono l'attenzione del pubblico sia nei fatti di cronaca che sulle scene e anche le commedie del periodo (scritte da Aphra Behn, Dryden e Thomas Shadwell) sono caratterizzati da sottotoni politici.

### La ripresa e la fine, 1690-1710
Le commedie dell'ultimo decennio del diciassettesimo secolo cominciarono a rispecchiare la maggior diversità e stratificazione sociale del pubblico, favorendo la classe media e le donne presenti tra gli spettatori. Le nuove commedie, dette "morbide", non volevano più presentare una giovane generazione che si dimostrava più astuta della precedente, ma provò a conquistare un pubblico maggiore con scene di vita relativamente più quotidiana. La battaglia tra sessi non si svolgeva più a colpi di intrighi, ma all'interno del matrimonio, e le commedia di William Congreve e John Vanbrugh presentano la vita di coniugi che imparano a conoscersi meglio dopo le nozze. I temi più licenziosi vennero relegati al sub-plot e la gara in astuzia tra i due protagonisti romantici non era più esasperata come nei decenni precedenti, ma più che altro volta a scoprire se tra i due futuri coniugi esistesse una vera intesa. Con il finire del secolo, un atteggiamento più moralistico si era ormai impadronito del pubblico e la crisi della commedia di maniera fu esacerbata da fattori quali i cambiamenti demografici, la Gloriosa Rivoluzione, le continue cause legali intentate ai danni dei commediografi da parte della Society for the Reformation of Manners, ma anche una mancanza di interesse e addirittura disprezzo dei regnanti Guglielmo III e Maria II per il teatro. L'ultima opera di Congreve, La via del mondo, fu accolta freddamente dal pubblico nel 1700, che alla commedia di maniera ormai preferiva opere sentimentali e moraleggianti.

## Autori e opere principali

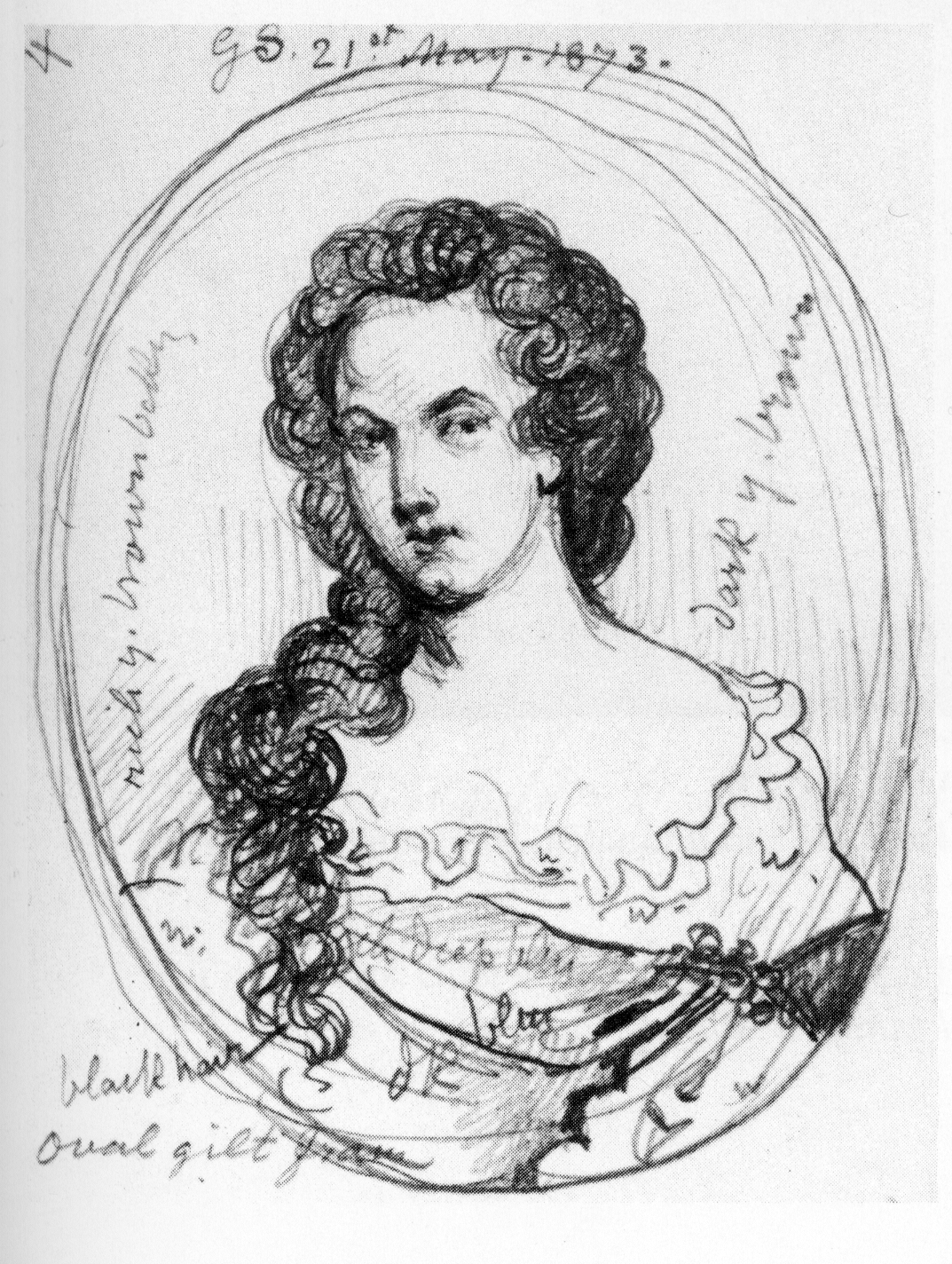
Un'illustrazione per la commedia di Aphra Behn The Rover (1677)

- Charles Sedley: The Mulberry-Garden (1668),  Bellamira: or, The Mistress (1687)
- George Villiers, II duca di Buckingham: The Rehearsal (1671)
- John Dryden: Marriage a la Mode (1672)
- William Wycherley: La moglie di campagna (1675), The Plain Dealer (1676)
- George Etherege: The Comical Revenge (1664), She Would if She Could (1668), The Man of Mode (1676)
- Aphra Behn: Il giramondo (1677), The Roundheads (1681), The Rover, Part II (1681), The Lucky Chance (1686)
- Thomas Shadwell: Bury Fair (1689)
- Thomas Southerne: Sir Anthony Love (1690), The Wives Excuse (1691)
- William Congreve: The Old Bachelor (1693), Love For Love (1695), La via del mondo (1700)
- John Vanbrugh: The Relapse (1696), La moglie provocata (1697)
- George Farquhar: Love and a Bottle (1698), The Constant Couple (1699), Sir Harry Wildair (1701), The Recruiting Officer (1706), The Beaux' Stratagem (1707)
- Susannah Centlivre: The Perjured Husband (1700), The Basset-Table, (1705), The Busie Body (1709)